# Стерџен Беј (Висконсин)
Стерџен Беј (енгл. Sturgeon Bay) град је у америчкој савезној држави Висконсин.

## Демографија
По попису из 2010. године број становника је 9.144, што је 293 (-3,1%) становника мање него 2000. године.
| Група             | 2000.         | 2010.         |
| Белци             | 9.121 (96,7%) | 8.578 (93,8%) |
| Афроамериканци    | 31 (0,3%)     | 92 (1,0%)     |
| Азијати           | 35 (0,4%)     | 54 (0,6%)     |
| Хиспаноамериканци | 121 (1,3%)    | 251 (2,7%)    |
| Укупно            | 9.437         | 9.144         |